# Mót Đồng Nai
Mót Đồng Nai (danh pháp Cynometra dongnaiensis) là một loài thực vật có hoa trong họ Đậu. Loài này được Pierre miêu tả khoa học đầu tiên.